# John C. Stennis
John Cornelius Stennis est un homme politique américain né le 3 août 1901 et mort le 23 avril 1995. Membre du Parti démocrate, il représente l'État du Mississippi au Sénat des États-Unis de 1947 à 1989.

## Biographie

### Jeunesse et débuts en politique
John C. Stennis naît près de De Kalb, dans l'est du Mississippi. Il grandit dans une ferme du comté de Kemper. Il est diplômé du collège d'État du Mississippi en 1923 et de la faculté de droit de l'université de Virginie en 1928. Il obtient le barreau et devient avocat à De Kalb.
Représentant du comté de Hinds à la chambre du Mississippi (1928-1932), Stennis devient par la suite procureur de district (1932-1937) puis juge d'une cour d'appel fédérale (1937-1947).
Procureur de première instance dans la célèbre affaire Brown v. Mississippi, il requiert la peine de mort contre 3 fermiers afro-américains accusés de meurtre tout en sachant pertinemment que leurs aveux (uniques preuves à leur encore) ont été extorqués par la violence (flagellation et pendaison). 

### Sénateur des États-Unis

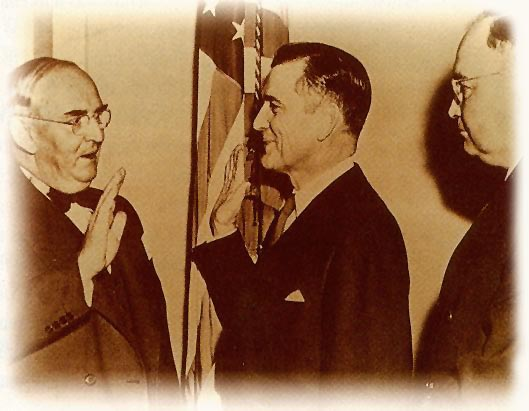
La prestation de serment de Stennis en 1947.

En novembre 1947, il est élu au Sénat des États-Unis lors de l'élection partielle organisée après le décès de Theodore G. Bilbo. Il est réélu tous les six ans jusqu'en 1982. Lors de son dernier mandant, il est président pro tempore du Sénat des États-Unis, de 1987 à 1989.
Dans les années 1950 et 1960, Stennis est un partisan de la ségrégation raciale, opposé au mouvement des droits civiques. Il est cependant parfois surnommé la « conscience du Sénat », pour son travail sur le code d'éthique de la chambre.
En 1969, il prend la présidence de la commission des forces armées du Sénat. À ce poste, il soutient notamment la politique de Richard Nixon en faveur de la guerre du Viêt Nam.

### Vie privée
En 1983, son épouse Coy Hines Stennis meurt après 52 ans de mariage. L'année suivante, Stennis perd sa jambe gauche en raison d'un cancer. Il meurt en avril 1995 des suites d'une pneumonie et est enterré au cimetière Pinecrest de De Kalb.

## Hommages
Ont été nommés en son honneur :
- le porte-avions USS John C. Stennis mis en service en 1995 ;
- le Stennis Space Center dans le Mississippi, le plus important des bancs d'essais de moteurs-fusées de la NASA ;
- l'aéroport international Stennis (en) dans le comté de Hancock dans le Mississippi.